# Urgentni centar (američka TV serija, 12. sezona)
Dvanaesta sezona serije Urgentni centar (eng. ER) je emitovana od 22. septembra 2005. do 18. maja 2006. godine na kanalu NBC i broji 22 epizode.

## Opis
Šeri Stringfild je ponovo napustila glavnu postavu serije nakon epizode "Kanjongrad" u kojoj je Skot Grajm unapređen u glavnu postavu.

## Uloge

### Glavne
- Goran Višnjić kao Luka Kovač
- Mora Tirni kao Ebigejl Lokhart
- Meki Fajfer kao Gregori Prat
- Šeri Stringfild kao Suzan Luis (Epizoda 1)
- Parminder Nagra kao Nila Razgotra
- Linda Kardelini kao Samanta Tagart
- Šejn Vest kao Rej Barnet
- Skot Grajms kao Arčibald Moris
- Lora Ins kao Keri Viver

### Epizodne
- Noa Vajl kao Džon Karter (Epizode 14-15, 19-20)
- Šarif Atkins kao Majkl Galant (Epizode 8-9, 12, 21)
- Džon Stamos kao Entoni Gejts (Epizode 7-8)

## Epizode
| Br. u seriji | Br. u sezoni | Naslov                           | Reditelj           | Scenarista                          | Premijerno emitovanje |
| --- | ------------ | -------------------------------- | ------------------ | ----------------------------------- | --------------------- |
| 246 | 1            | "Kanjongrad"                     | Kristofer Čulak    | Lisa Zverling, Džon Vels i Džo Saks | 22. septembar 2005    |
| Kovač i Sem prijavljuju Aleksa kao nestalog policiji i sumnjaju da pokušava da pronađe svog oca. Jako su zabrinuti jer je Aleks šećeraš i jer je zaboravio insulin. U međuvremenu, Luisova i Prat podešavaju novr R2-ovce da im pazi nove stažiste dok neodgovorni Moris drema. Rej i Nila podržavaju odbor zbog loše komunikacije dok Ebi sija u upravi, ali omanjuje u pristojnom podučavanju. Ponovna poslednja stalna pojava Suzan Luis. |              |                                  |                    |                                     |                       |
| 247 | 2            | "Ničije dete"                    | Lora Ins           | R. Skot Džemil                      | 29. septembar 2005    |
| Rej leči surogat majku koja dobija trudove prerano nakon što je imala saobraćajnu nesreću. Teška odluka mora da se donese jer bebin život visi u vazduhu. Prata posećuje njegov otuđeni otac Čarli. Kovač se sekira zbog još jedne neuspele veze kad Sem najavi da se seli, ali dobija osećajnu podršku od Ebi koja se udružuje sa Nilom da stavi razmaženog i neprijatnog bolesnika na njeno mesto. |              |                                  |                    |                                     |                       |
| 248 | 3            | "Čovek bez imena"                | Kristofer Čulak    | Dejvid Zabel                        | 6. oktobar 2005       |
| Nije dan Kovaču jer on i Sem ne mogu da se ponašaju pristojno nakon raskida koji ih remeti, a nova upravnica bolničara Iv Pejton uvodi svoju strogoću i učinkovita nove postupke. Ebi leči rolarašicu sa povećanim rizikom za rak dojke zbog promena u svojim RD1 genima koja se bori sa potrebom za mastektomijom, a Ebi otkriva nešto o Dubenkovom zdravlju nakon posete onkologiji. Takođe, Nika priprema paket prve pomoći za Galanta. Nakon što se Luka i Sem privremeno pomire, on se napije u kafani pa ga Ebi vozi kući. |              |                                  |                    |                                     |                       |
| 249 | 4            | "Kriva je kiša"                  | Pol Mekrejn        | R. Skot Džemil                      | 13. oktobar 2005      |
| Uoči pljuska, urgentni centar je preplavljen raznim bolesnicima, među kojima je beba iz sumnjive saobraćajne nesreće sa svojom majkom i žrtva srčanog udara koju je posetio seks terapeut. Sem razgivara sa Iv o njenoj strogoći. Ebi otkriva pojedinosti Dubenkovog stanja i kategorički odbija njegove naprednosti. Kovač prosveduje kad radnica iz sanatorijuma otpusti Bler Kolins koja je bila u komi šest godina sa uobičajene nege a kasnije tog dana se ona osvestila. |              |                                  |                    |                                     |                       |
| 250 | 5            | "Budi se"                        | Artur Albert       | Dženin Šerman Baroa                 | 20. oktobar 2005      |
| Kovač se povezuje sa Bler koja se ne seća krađe kola i događaja silovanja i ubistva zbog čega je u komi dok njeno lečenje lekovima postaje poteškoća. Nakon oznenadnog odlaska Luisove, novi glavni lekar Viktor Klemente stiže da pomogne da urgentni centar postane učinkovitiji, ali zaposleni mu i nisu baš skloni uprkos njegovom širokom spektru znanja. Ebi bolesnica od raka dojke ubeđuje da uzme odloženi pregled. Rej započinje seksualni odnos sa devojkom po imenu Zoi Batler. |              |                                  |                    |                                     |                       |
| 251 | 6            | "Kuća iz snova"                  | Stivne Kreg        | Dejvid Zabel                        | 3. novembar 2005      |
| Klemente, Ebi i Nila tajno neguju mladunče šimpanze. Iv unapređuje Sem i daje joj strahovit zadatak: mora da da otkaz voljenoj i dugogodišnjoj bolničarki Hejli. Prat donosi odluku o svom odnosu sa svojim otuđenim ocem i otkriva istinu o tome zašto ga je otac napustio. Rej otkriva da Zoi ima hlamidiju i još da je maloletna. |              |                                  |                    |                                     |                       |
| 252 | 7            | "Ljudski štit"                   | Lora Ins           | R. Skot Džemil                      | 10. novembar 2005     |
| Mogućnosti lečenja 10-ogodišnje žrtve pucnjave - koja je ranije bila oteta i silovana mesecima - rasplamasvaju besnu svađu između Kovača i Klementea, a Ebi biva zaglavljena usred toga. Gejts iz Hitne pomoći počinje da muva Nilu koja očekuje Galantov povratak koji je neočekivano pomeren. Kad devojčica umre, Ebi iskaljuje svoju žalost i uznemirenje na Kovača i oni se poljube. Reja pronalazi i tuče Zoin otac. Prva pojava Tonija Gejtsa. |              |                                  |                    |                                     |                       |
| 253 | 8            | "Dve ovce"                       | Kristofer Čulak    | Džo Saks i Virdžil Vilijams         | 17. novembar 2005     |
| Kovač i Ebi se bude zajedno, ali odlučuju da budu samo prijatelji. Urgentni centar se priprema da primi žrtve pada vazduhoplova na stambenu zgradu dok Nila (koja još radi u sanitetu na određeno vreme) i Prat idu na mesto nesreće. Nila se upušta u terensku hirurgiju i spašavanje, zadivljujući Dubenka. Sem ponovo zapošljava Hejli kad urgentnom centru zafale bolničari zbog obuke. Nila neko iznenada posećuje. Pojava Majkla Galanta. |              |                                  |                    |                                     |                       |
| 254 | 9            | "Da"                             | Glorija Mucio      | Lidija Vudvard                      | 1. decembar 2005      |
| Napovratku iz Iraka, Galant iznenađuje Nilu naglo je zaprosivši. Moris se protivi Viverovoj oko načina lečenja bolesnika, a Viverova odlučuje da mora da sredi svoj život. HIV pozitivna majka, koja ne veruje u virus, stavlja svog sina u rizik što razbešnjava Klementea, ali Sem je ta koja uspeva da pomogne oko tog stanja. Kovač i Klemente nastavljaju svoje tekuće protivništvo pošto se prijavljuju za isti posao koji Kovač na kraju dobija. Nila i Galant se venčavaju, a Kovač i Ebi shvataju da žele nešto više od prijateljstva. Pojava Majkla Galanta. |              |                                  |                    |                                     |                       |
| 255 | 10           | "Sve o Badnjoj večeri"           | Lesli Linka Glater | Dženin Šerman Baroa                 | 8. decembar 2005      |
| Kovač stiže na svoju prvu smenu kao šef hitnog zdravstva noseći kapu Deda Mraza i poklone za sve. Prat i Viverova pokušavaju da učine Božićno čudo za devojčicu koja je slučajno upucana. Hejli održava svoja dosadne horske probe, Iv preterava dok je sa nezgodnim bolesnikom, a Klementea posećuje Džodi, njegova bivša devojka. Ebi ima iznenađenje za Kovača - trudna je. |              |                                  |                    |                                     |                       |
| 256 | 11           | "Ako ne sad"                     | Džon Galager       | Dejvid Zabel                        | 5. januar 2006        |
| Ebi i Kovač lupaju glavu zbog toga šta da rade sa njenom neočekivanom trudnoćom, a Ebi na kraju odlučuje da ipak zadrži dete uprkos svojim strahovima da može da bude bipolarno kao njena majka i brat. Nila i Kovač pomažu pobožnoj pubertetlijki da razmotri sve mogućnosti oko trudnoće, ali ne znaju šta da rade. Klementea prošlost počinje da sustiže jer policija dolazi da istraži zbog prijave Džodi kao nestale osobe. Viverova se okliznula na ledu i shvata da joj treba operacija. |              |                                  |                    |                                     |                       |
| 257 | 12           | "Podeljene odluke"               | Ričard Torp        | R. Skot Džemil                      | 12. januar 2006       |
| Pošto je Ebi sad trudna, ona i Kovač kupuju stvari za bebe. Rej pomaže Zoi da pobegne od oca zlostavljača, a Dubenko se javlja da preuzme dnevnu smenu, ali ga neko pretiče. Prat falsifikuje nalaz krvi kako bi pomogao drugu da ga ne uhapse zbog vožnje u pijanom stanju, a Nila dobija neočekivane i neprijatne vesti od Galanta. Pojava Majkla Galanta. |              |                                  |                    |                                     |                       |
| 258 | 13           | "Duša i telo"                    | Pol Mekrejn        | Džo Saks                            | 2. februar 2006       |
| Dr. Nejt Lenoks, bivšin Ebin profesor i mentor, je doveden u urgentni centar u poslednjem stadijumu ALS-a. U nizu prisećanja u Opštoj, napredak njegove bolesti u proteklih šest godina je prikazana. On želi da odustane, ali Ebi je odlučna da ga ohrabri da se bori. |              |                                  |                    |                                     |                       |
| 259 | 14           | "Kvinteza praznine"              | Džoana Kerns       | Lisa Zverling i Dejvid Zabel        | 9. februar 2006       |
| Neočekivani posetilac - Džodin naslini suprug i policajac Bobi zbog koga je tražila razvod - dovodi Klementea usred nasilja u porodici koje ishoduje da Bobi upuca Džodi i Klementea. Kovač i Ebi čekaju važan nalaz oko svoje bebe. Nila se bori sa svojim hirurškim izborom, a Rej pokušava da ubedi muzičara beskućnika da prihvati pomoć svoje porodice. Džodi preživljava tešku operaciju, ali je u komi, a njena nerazumnost dovodi do toga da Klemente bude optužen za pokušaj ubistva nje. Pojava Džona Kartera. |              |                                  |                    |                                     |                       |
| 260 | 15           | "Darfur"                         | Ričard Torp        | Dženin Šerman Baroa                 | 2. mart 2006          |
| Karter radi u Suadnskoj pustinji gde leči hiljade bolesnih ljudi među kojima je i žena koju je silovao paravojni skup. U urgentnom centru, policija optužuje Klementea da je upucao Džodi. Prat i Nila rade da spasu 14-ogodišnje dete koje je imalo saobraćajnu nesreću, ali Prat postaje besan kad otkrije ko je udario dete. Kovač odbija da vrati Klementea na posao dok o njemu ne odluči Konzilijum. Džodi se budi iz kome i gorovi policiji o ranjavanju, a Bobi preti Klementeu. Pojava Džona Kartera. |              |                                  |                    |                                     |                       |
| 261 | 16           | "Napolju na grani"               | Lesli Linka Glater | Karen Meser                         | 16. mart 2006         |
| Viverova mora da donese tešku odluku oko operacije kuka jer joj bol smeta u poslu, a na kraju odlučuje da uradi to i moli Ebi da brine o Henriju ako nešto krene po zlu. Kad Ebi otkrije da je jedan od njenih bolesnika zakačio meningokosemiju, urgentni centar je na kratko zatvoren. Sem leči čoveka koji se srušio, Ričarda Eliota, koji joj nudi posao koji je zagolicava i koji možda neće odbiti. U međuvremenu, Nila odlučuje da ode na skup za podršku vojnim bračnim parovima, ali kad iznese svoje mišljenje o ratu, sastanak se pretvara u raspravu. Prat priznaje Kovaču da je falsifikovao krvnu sliku, a besni Kovač ga udaljava sa posla na pet dana dok odluči šta će sa njim. |              |                                  |                    |                                     |                       |
| 262 | 17           | "Izgubljeni u Americi"           | Stiven Kreg        | Lisa Zverling                       | 23. mart 2006         |
| Kovač uz Ebinu pomoć radi grozničavo da spasi mladu Turkinju sa nekoliko ubodnih rana koje su najverovatnije od njenog proislamistički nastrojenog brata. Kovač i ženina majka se povezuju pošto i ona deli iskustvo života na Balkanu što njega tera da se seti svoje tragedije u Hrvatskoj. Kako se devojci stanje pogoršava, Klemente dolazi i odlučuje da proba rizičan postupak. Za divno čudo, on i Kovač rade zajedno učinkovito po prvi put, ali, na žalost, ne uspevaju da spasu bolesnicu. Sem prihvata posao sa poluradnim vremenom kod Ričarda Eliota. Nila cele noći prprema govor za skup hirurga, ali postaje razočarana kad joj govor krene naopačke što se kasnije odražava na to koliko su ona i Rej postali bliski. |              |                                  |                    |                                     |                       |
| 263 | 18           | "Neobični sustanari"             | Lira Ins           | Virdžil Vilijams                    | 30. mart 2006         |
| Slučaj dvoje dece koja su imala saobraćajnu nesreću ispada zbunjujuć jer lekari pokušavaju da utvrde zašto je devojčica u nesvesti i zašto je njen saputnik tako neprijateljski nastrojen prema policiji dok Rej otkrio teškoću da je on gluv i da su ga policajci (ne razumejući njegov znakovni jezik) zaskočili. Nila prima Galantove roditelje koji vole da se prepucavaju u posetu, a Moris dobija primamljivu ponudu za posao od apotekarskog društva. Olivija saznaje da Prat često ulazi u veze sa ženama. Kovač govori Ebi da ide u Darfur da pomogne Karteru, ali kad shvati da Ebi brine, on naređuje Pratu koji je upravo vraćen na posao da ide. Sem uživa u povlasticama rada za Eliota. Rej se bori sa nekim nerešenim osećanjima prema Nili dok ona odlučuje da se vrati u Ebin stan. |              |                                  |                    |                                     |                       |
| 264 | 19           | "Nemate gde da se sakrijete"     | Skip Sadat         | Lidija Vudvard                      | 27. april 2006        |
| Stiv (Ebin bivši suprug) dolazi u urgentni centar i žali se na bolove u želucu. Klemente hoće da ga otpusti, ali Nila misli da on treba da ostane u urgentnom centru što ispada da je tačno jer se Stivu upalilo slepo crevo. Moris i dr. Albrajt se svađaju oko bolesnika i nakon što je Moris dokazao svoju tvrdnju tačnom, oni se poljube. Nakon operacije kuka, Viverova više ne mora da hoda sa štakom. Prat stiže u Darfur. Nakon što ga ožali Karter, on brzo primećuje oblike užasa tamo. Pojava Džona Kartera. |              |                                  |                    |                                     |                       |
| 265 | 20           | "Ovde nema anđela"               | Kristofer Čulak    | R. Skot Džemil i Dejvid Zabel       | 4. maj 2006           |
| Prata rad u Darfuru dovodi do veze sa povređenim šeikom i njegovom trudnom suprugom. Sudanska policija je privela par zbog njihove političke važnosti i sprečava Prata i Kartera da leče šeika. Njegova žena se porodila dok je on u pritvoru i pati od post-porođajnih složenosti zbog kojih je nužno da se prebaci u hirurški centar. Na putu su Prata i Dakarai napali Džandžavici pa Prat mora da nastavi putovanje sam. Na kraju, Prat, Debi i Karter uspevaju da spasu novu porodicu, a Dakarai se vraća u privremeni logor kasnije. Pojava Džona Kartera. |              |                                  |                    |                                     |                       |
| 266 | 21           | "Junak Galant i tragični Viktor" | Stiv Šil           | R. Skot Džemil                      | 11. maj 2006          |
| Galant je poginuo u bombardovanju puta u Iraku. Klementeovo ponašanje je neobuzdano i puno straha zbog Bobija, a Kovač je prinuđen da načini ozbiljne korake kad Klemente razbije taksi u prolazu ispred bolnice i pošto mu je otkriven PPPS. Dubenko nudi Nili mesto na hirurgiji, ali ona i ostatak zaposlenih onda čuju o Galantovoj sudbini. Prat ponovo odlazi u Američko zdravstvo dok leči ozbiljno povređenu porodicu koju čine dva sina i njihov otac i otkriva uzrok njihovih povreda. Morisu je ponuđen posao u velikom apotekarskom društvu. Nila gleda Galantov "oproštajni" snimak. Poslednja pojava Majkla Galanta. |              |                                  |                    |                                     |                       |
| 267 | 22           | "Dvadesetjedan pištolj"          | Nelson Mekormik    | Dejvid Zabel                        | 18. maj 2006          |
| Anspo se sastaje sa Viverovom nakon Klementeovog otpuštanja kako bi popisao bolničku pouzdanost. Prat i Nila odlaze na Galantovu sahranu koja je lična. Moris snima svoje poslednje dane nakon što je prihvatio apotekarski posao. Nova lekarka hitne pomoći na obuci radi sa Sem danas. Kovač prosi Ebi i postaje dosadan kad ona ne kaže da. Stiv i još jedan cimer su dovedeni u urgentni centar nakon zatvorske tuče. Lekarka hitne pomoći na obuci ispada da je devojke tog drugog cimera i nadjačava policajce kako bi ih oslobodila. Kako je ušao u prostoriju, Kovač odmah otkriva šta su smislili pa ga je drogirala vekuronijumom lekarka hitme pomoći. Sem ubeđuje Stiva da je pusti da ucevi Kovača pre nego što odu. Dvojica čoveka, sa Sem koja je prisiljena da im pomogne, na kraju dolaze do ulaznih vrata, ali se velika pucnjava sa policijom dešava. Džeri je, štiteći dete, upucan i nekoliko puta ranjen. Dvojica čoveka otimaju Sem i odlaze do kombija za bekstvo i otkrivaju da je Stiv već oteo njihovog sina Aleksa koji je vezan u kombiju. U urgentnom centru, zaposleni pokušavaju da spasu Džerija, a Ebi se onesvešćuje ispred operacione sale gde je Kovač vezan za nosilo. On je bespomoćno gleda kako ostavlja krvavi otisak na staklo od vrata pre nego što izgubi svest i padne na pod. |              |                                  |                    |                                     |                       |

## Spoljašnje veze
- Urgentni centar na IDMb